# Sciaphylax
Sciaphylax — рід горобцеподібних птахів родини сорокушових (Thamnophilidae). Представники цього роду мешкають в Амазонії. Раніше їх відносили до роду Покривник (Myrmeciza), однак за результатами низки молекулярно-філогенетичних досліджень вони були переведені до новоствореного роду Sciaphylax

## Види
Виділяють два види:
- Покривник бурохвостий (Sciaphylax hemimelaena)
- Покривник іржастий (Sciaphylax castanea)

## Етимологія
Наукова назва роду Sciaphylax походить від сполучення слів дав.-гр. σκια — тінь і φυλαξ — любитель.